# 58441 Thomastestoni
58441 Thomastestoni è un asteroide della fascia principale. Scoperto nel 1996, presenta un'orbita caratterizzata da un semiasse maggiore pari a 2,6861288 au e da un'eccentricità di 0,0684195, inclinata di 4,96915° rispetto all'eclittica.